# Selección femenina de squash de Inglaterra
La selección femenina de squash de Inglaterra representa a Inglaterra en las competiciones internacionales de equipos de squash y está regido por England Squash & Racketball.
Desde 1981, Inglaterra ha ganado siete títulos del Campeonato Mundial de Squash por Equipos. Su título más reciente llegó en 2014.

## Jugadoras

### Equipo actual
- Laura Massaro
- Alison Waters
- Sarah-Jane Perry
- Victoria Lust

## Participaciones

### Campeonato Mundial de Squash por Equipos
| Año   | Resultado | Pos.      | PJ  | PG  | PP |
| ----- | --------- | --------- | --- | --- | -- |
| 1981  | Final     | 2°        | 7   | 6   | 1  |
| 1983  | Final     | 2°        | 5   | 4   | 1  |
| 1985  | Campeón   | 1°        | 8   | 8   | 0  |
| 1987  | Campeón   | 1°        | 8   | 8   | 0  |
| 1989  | Campeón   | 1°        | 6   | 6   | 0  |
| 1990  | Campeón   | 1°        | 5   | 5   | 0  |
| 1992  | Semifinal | 3°        | 6   | 5   | 1  |
| 1994  | Final     | 2°        | 5   | 4   | 1  |
| 1996  | Final     | 2°        | 6   | 5   | 1  |
| 1998  | Final     | 2°        | 6   | 5   | 1  |
| 2000  | Campeón   | 1°        | 7   | 7   | 0  |
| 2002  | Final     | 2°        | 6   | 5   | 1  |
| 2004  | Final     | 2°        | 7   | 6   | 1  |
| 2006  | Campeón   | 1°        | 6   | 6   | 0  |
| 2008  | Final     | 2°        | 7   | 6   | 1  |
| 2010  | Final     | 2°        | 6   | 5   | 1  |
| 2012  | Final     | 2°        | 6   | 5   | 1  |
| 2014  | Campeón   | 1°        | 7   | 7   | 0  |
| 2016  | Final     | 2°        | 6   | 5   | 1  |
| 2018  | Final     | 2°        | 6   | 5   | 1  |
| Total | 20/20     | 7 títulos | 126 | 113 | 13 |